# Aníbal Cavaco Silva
Aníbal Cavaco Silva (n. 15 iulie 1939, Boliqueime⁠(d), Districtul Faro, Portugalia) este un om de știință și politician portughez care face parte din Partidul Social Democrat. El a fost ales ca președinte al Portugaliei la data de 22 ianuarie 2006, fiind reales la 23 ianuarie 2011 pentru o perioadă de 5 ani.